# Kerguelen
Kerguelen (franska: Îles Kerguelen, officiellt Archipel des Kerguelen), uttalad [kɛʁɡelɛn]), även känd som Ödemarksön (franska: Îles de la Désolation), är en del av de Franska sydterritorierna tillsammans med Adélieland, Crozetöarna, Île Saint-Paul och Amsterdamön. Kerguelen har tillhört Frankrike sedan européerna upptäckte den år 1772. Ögruppen ligger mitt i Indiska oceanen och är en av världens mest isolerade platser.
Kerguelen är ett av de två områden som befinner sig ovanför vattenytan i Kerguelenplatån, en undervattensplatå som täcker en stor del av södra Indiska oceanen.

## Geografi
Ögruppen täcker en area av 7 215 km² (motsvarar ungefär ytan av Uppsala län) och huvudön Grande Terre är 6 675 km² stor (motsvarar ungefär ytan av ön Korsika) och omges av ca 300 mindre öar och holmar. Det högsta berget i Kerguelen är Mont Ross, som når 1 850 mö.h. Ön har många glaciärer, och klimatet är kallt och blåsigt. Rekordvindhastigheten uppmättes i augusti 1970 och ligger på 284 km/h. Haven runt omkring har ofta kraftig sjögång och håller sig isfria året runt. Medeltemperaturen vid havsnivå över hela året är 4,6 °C och den varmaste månaden februari har en medeltemperatur av 7,9 °C. Kallast är augusti med 2,1 °C. Området saknar inhemsk befolkning, men Frankrike har en permanent närvaro av 45 till 100 soldater, vetenskapsmän, ingenjörer och forskare. Kerguelen och kringliggande territorier förvaltas direkt från Frankrike som en del av de Franska sydterritorierna (T.A.A.F.).

## Historia
Innan Kerguelen officiellt kategoriserades 1772 visades öarna på Philippe Buaches karta från 1754 under namnet Île de Nachtegal (Nachtegalön), troligtvis döpt efter Abel Tasmans skepp De Zeeuwsche Nachtegaal. På Buaches karta ligger dock öarna ungefär 6° norr och 2° öster om Grande Terres verkliga position. 

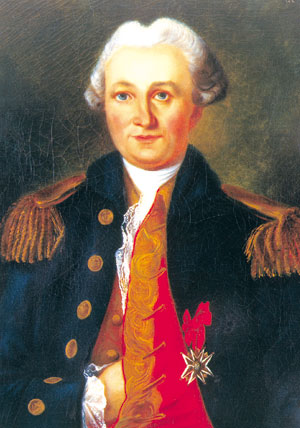
Ögruppen är döpt efter Yves Joseph de Kerguelen-Trémarec som upptäckte platsen år 1772.

Kerguelen upptäcktes officiellt den 12 februari 1772 av den franska kaptenen Yves Joseph de Kerguelen-Trémarec. Denne kallade ögruppen för La France Australe. Dagen efter landade även Charles de Boisguehenneuc och gjorde anspråk på hela ögruppen för Frankrikes räkning. Yves de Kerguelen organiserade även en andra expedition året därpå. Många andra utforskare besökte också öarna, däribland James Cook under sin tredje expedition år 1776.
Efter Kerguelens upptäckt besöktes det frekvent av val- och sälfångare (främst från Norge, USA och Storbritannien) som närapå utrotade de lokala populationerna. Denna jaktperiod pågick från 1781 till 1922 med åtminstone 284 besök till Kerguelen, varav 9 av dem avslutades när fartyget förliste. Modern industriell jakt pågick mellan 1908 och 1956. Sedan jakten på säl och val slutat har de flesta av öns arter kunnat återhämta sig.
År 1800 tillbringade skeppet Hillsborough åtta månader med att fiska runt öarna. Under denna tid ritade kapten Robert Rhodes ett sjökort över öarna. Skeppet återvände till London 1801 med 450 ton sjöelefantolja.
År 1825 förliste den brittiska säljägaren John Nunn och tre besättningsmän från skeppet Favourite i Kerguelen, ända tills de räddades av kapten Alexander Distant 1827.
Kerguelen kartlades fullt ut under James Clark Ross expedition år 1840.
Den 11 mars 1859 blev James Kerguelen Robinson (1859–1914) den första människan att födas söder om den antarktiska konvergensen. Detta skedde ombord på skeppet Offley, som då låg i land vid Kerguelen.
Åren 1874–1875 besökte ett antal brittiska, amerikanska och tyska expeditioner Kerguelen för att observera en venuspassage. Vid denna passage organiserade George Biddell Airy från observatoriet i Greenwich fem olika expeditioner till olika delar av världen, varav tre skickades till Kerguelen. Dessa tre expeditioner leddes av Stephen Joseph Perry, som satte sitt huvudsakliga observatorium vid Observatory Bay, men även två hjälpstationer vid Thumb Peak och Supply Bay.
1877 påbörjade Frankrike ett kolbrytningsprojekt på öarna, men avbröt det kort därefter då kolet visade sig vara av dålig kvalitet.

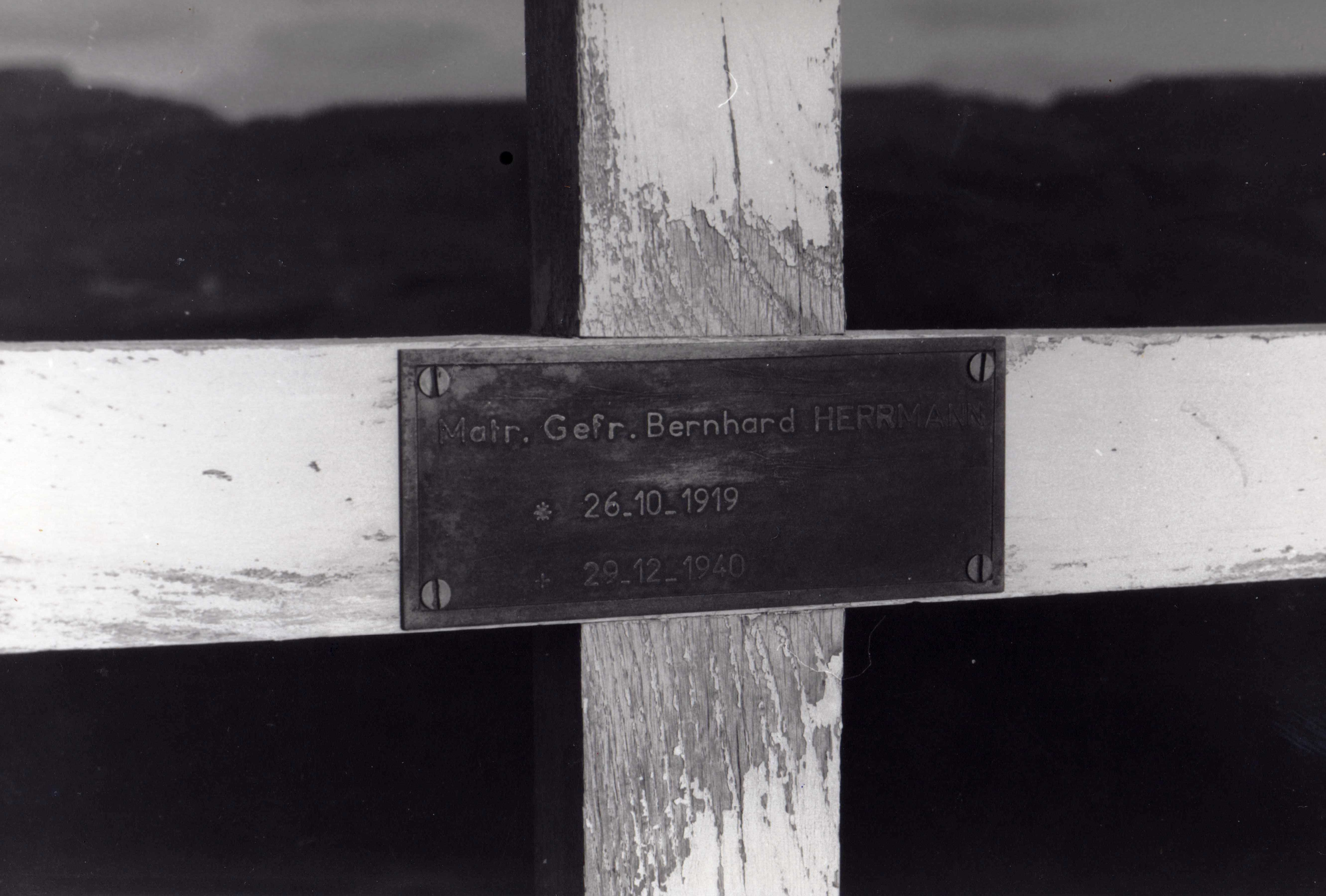
Tyska soldaten Bernhard Herrmanns gravsten.

På grund av tyska operationer i områden skickade Frankrike år 1892 avison Eure under befälhavaren Lieutard för att återigen bekräfta sitt anspråk på Kerguelen. År 1924 bestämdes det att man skulle administrera dessa territorier (tillsammans med Frankrikes anspråk på Antarktis) från Madagaskar (som då var en fransk koloni.) Sedan 1955 är dock Kerguelen och närliggande franska öar administrerade från Réunion under namnet Les Terres australes et antarctiques françaises (Franska sydterritorierna).
I december 1940 lade den tyska kryssaren Atlantis till vid Kerguelen. Under deras vistelse underhölls skeppet, och de fyllde på sina vattenförråd. Medan sjömannen Bernhard Herrman målade om skeppets skorsten föll han ned och avled. Han är begravd i vad som kommit att kallas "den sydligaste tyska krigsgraven."
Sedan 1950 har Kerguelen befolkats av olika forskningsteam. Idag är den största forskningsstationen Port-aux-Français, med 45 till 100 personer åt gången beroende på årstid. Mellan 1963 och 1981 sköt man även regelbundet upp forskningsraketer i atmosfären från Kerguelen.

## Att leva i Kerguelen

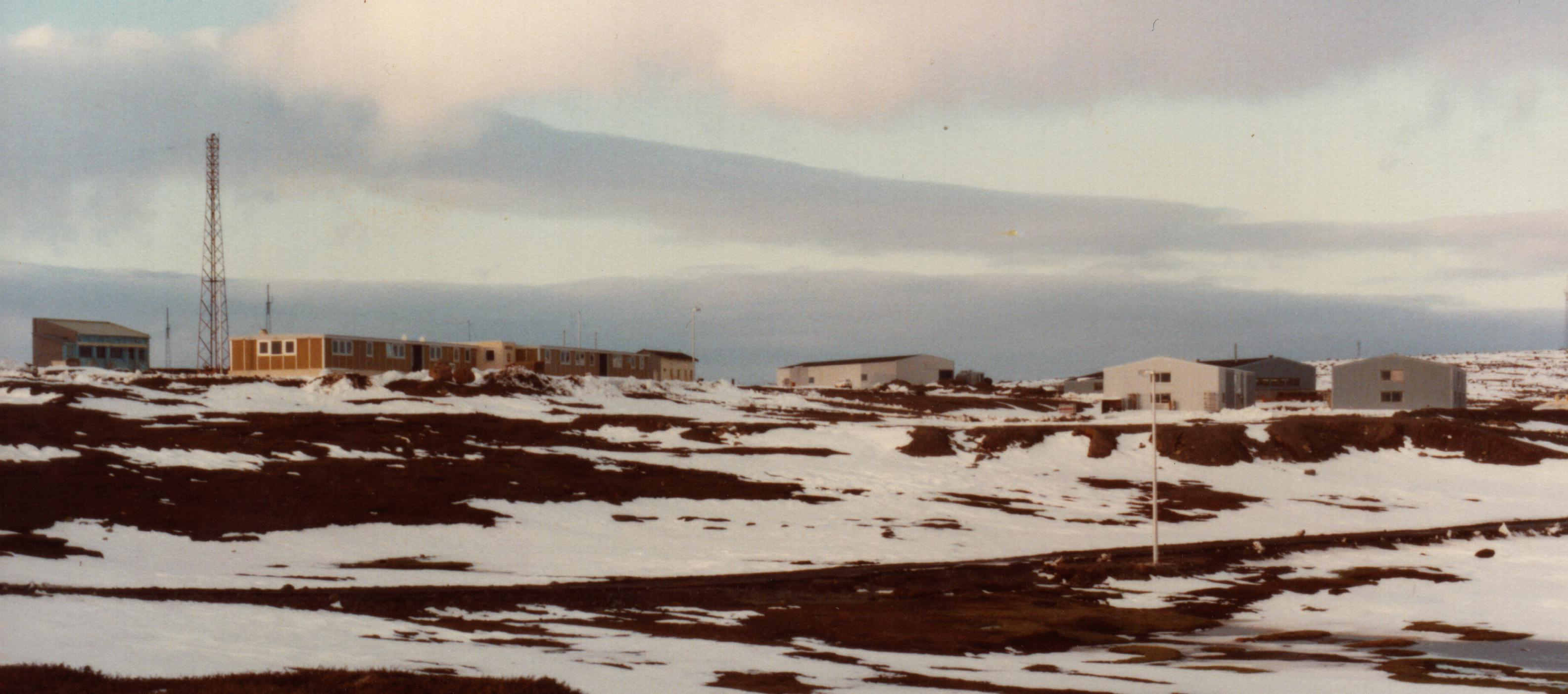
Kerguelens största bebyggelse, forskningsstationen Port-aux-Français.

De få människor som bor i Kerguelen tillbringar stora perioder av året isolerade med en liten grupp människor. De enda kontakterna med omvärlden blir då via telefon, internet och TV. Sedan 2021 finns det även en ett sensorsystem för satellitkommunikation, men det används mycket sparsamt på grund av dess kostsamhet. Det finns inte någon flygplats, så all transport sker med fartyg. Det finns ett fartyg som går från Réunion fyra gånger om året och transporterar förnödenheter, och det finns även möjlighet för turister att följa med det. Fiske pågår i regionen, trots att det har varit förbjudet sedan 2006.

## Fauna

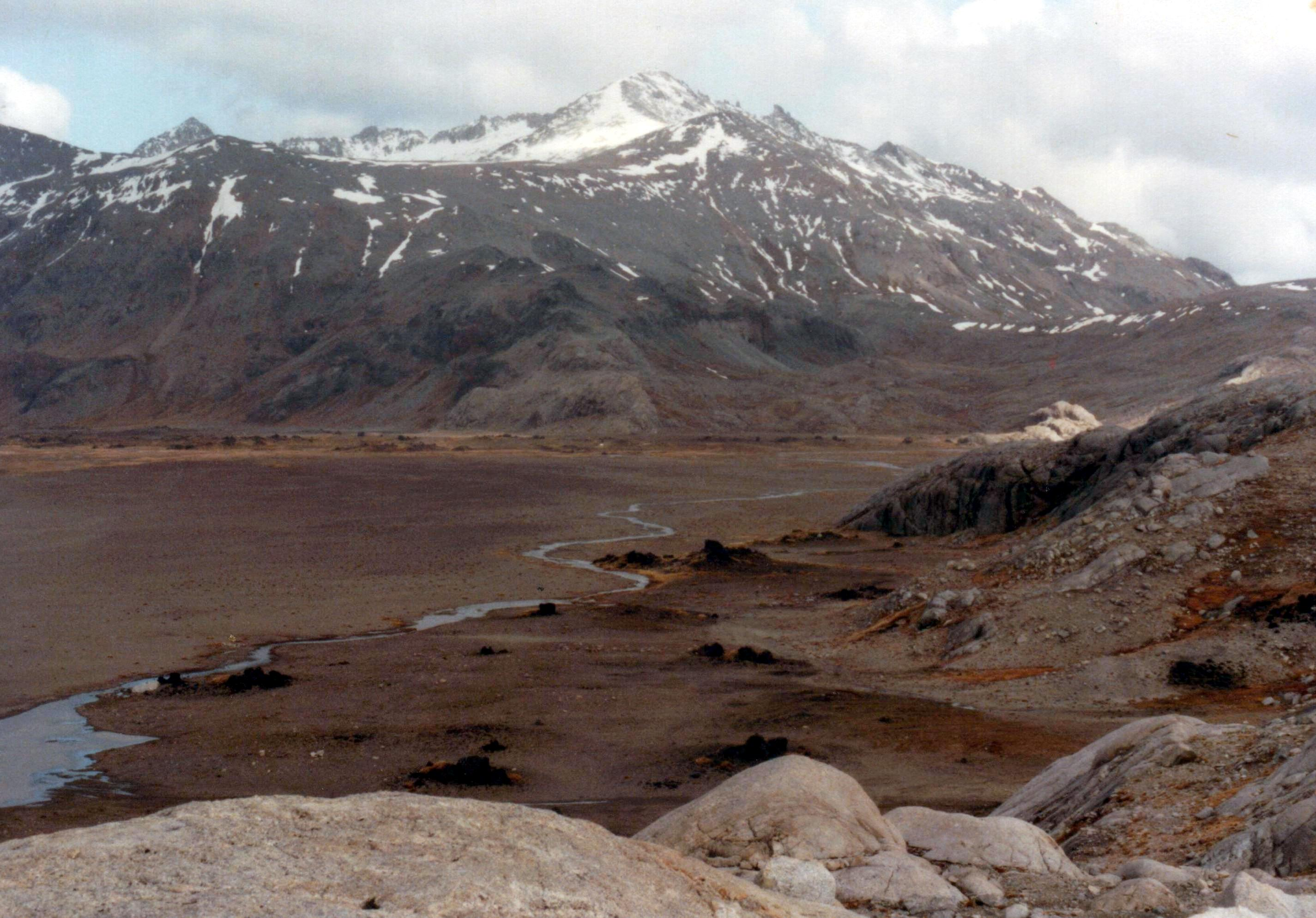
Halvön Rallier du Baty (namngiven efter Raymond Rallier du Baty).

Arkipelagens ömtåliga ekologiska system har blivit hårt drabbat av människans påverkan. Fångster av sälar och pingviner minskade bestånden så kraftigt att de var nära utrotning. Först efter inrättandet av skyddsåtgärder och begränsningar för djurfångster har ögruppens arter fått möjligheten att återhämta sig.
Idag finns det en mångfaldig fågelpopulation på ögruppen. Bland fågelgrupper kan nämnas pingviner, stormfåglar, albatrosser, labbar och skarvar samt den endemiska arten kerguelenskarv (Leuocarbo verrucosus). Ögruppen har även en egen art av andfåglar, kerguelenand (Anas eatoni). Enligt uppskattningar lever 10 till 20 miljoner fåglar på och omkring Kerguelen och 18 procent av dessa är pingviner. Kungspingvinen häckar i stora kolonier vid flacka kustlinjer, till exempel vid Baie Larose eller på halvön Courbet (namnet syftandes på Gustave Courbet), särskilt nära Cap Ratmanoff (namngivet efter topografen M. de Ratmanoff). Macaronipingvin och klipphopparpingvin har däremot sina bon i branta kustavsnitt.
Bland däggdjur är sjöelefanter kännetecknande, men även andra sälar som antarktisk pälssäl och sjöleopard syns vid kustlinjen. På ögruppen förekommer även olika flugor och fjärilar som saknar vingar. På grund av stora vindhastigheter har dessa insekter en fördel gentemot släktingar med vingar.
Sedan människans ankomst till Kerguelen har det införts flera nya djurarter, till exempel tamfår, renar och kaniner. Dessutom har av misstag har tamkatter brett ut sig, härstammande från förvildade skeppskatter.